# Bastarás
Bastarás es una localidad de la comarca Hoya de Huesca, actualmente perteneciente al municipio de Casbas de Huesca. Antiguamente sus tierras eran propiedad de la familia Cabrero y Bescós, donde aún se pueden ver sus escudos de armas. Sus localidades más cercanas son Yaso por el este y Panzano y Santa Cilia por el oeste.
Durante la década de 1970 la empresa FIMBAS compró todos los terrenos del pueblo y lo valló ocupando una superficie de 270 hectáreas de monte público. También la cueva de Chaves, uno de los yacimientos neolíticos más importantes de Aragón y de la península ibérica que fue destruido de manera ilegal en 2007 por Victorino Alonso mediante unas obras que convirtieron la cueva en un abrevadero.
Había sido parte del conjunto del Arte rupestre del arco mediterráneo de la península ibérica declarado Patrimonio de la Humanidad por la UNESCO en el año 1998 (ref. 874-547, 548 y 549).